# Apodrassodes yogeshi
Apodrassodes yogeshi är en spindelart som beskrevs av Gajbe 1993. Apodrassodes yogeshi ingår i släktet Apodrassodes och familjen plattbuksspindlar. Inga underarter finns listade i Catalogue of Life.